# Владимир Погачић
Владимир Погачић (Карловац, 23. септембар 1919 — Београд, 13. септембар 1999) био је југословенски и српски редитељ, сценариста и глумац.

## Биографија
Дипломирао је на Филозофском факултету Свеучилишта у Загребу и режију на високој филмској школи у Београду. Оснивач, директор и глумац Студентског позоришта у Загребу. После рата је радио на радију. Од 1947. године - у студију "Звезда-Филм" (Београд). 
1958-1959 - главни уредник часописа „филм данас" 
1954—1981. године - директор Југословенске кинотеке (Београд). На челу Међународне федерације филмских архива.

## Филмографија
Редитељ | Сценариста | Глумац | 
| Редитељ | ▲ |
| ------- | - |

Дугометражни филм | Кратки документарни филм
|                          | 1940 | 1950 | 1960 | 1970 | 1980 | Укупно |
| ------------------------ | ---- | ---- | ---- | ---- | ---- | ------ |
| Дугометражни филм        | 1    | 7    | 2    | 0    | 1    | 11     |
| Кратки документарни филм | 0    | 2    | 0    | 0    | 0    | 2      |
| Укупно                   | 1    | 9    | 2    | 0    | 1    | 13     |
|           | Назив                 |
| --------- | --------------------- |
| 1949      | Прича о фабрици       |
| 1950-te ▲ |                       |
| 1951      | Последњи дан          |
| 1953      | Невјера               |
| 1954      | Аникина времена       |
| 1956      | Велики и мали         |
| 1957      | Суботом увече         |
| 1959      | Сам                   |
| 1959      | Пукотина раја         |
| 1960-te ▲ |                       |
| 1961      | Каролина Ријечка      |
| 1963      | Човјек са фотографије |
| 1980-te ▲ |                       |
| 1981      | Космај и Космајци     |
|      | Назив                       |
| ---- | --------------------------- |
| 1955 | Сведочанства о Тесли        |
| 1955 | Један поглед на Југославију |
| Сценариста | ▲ |
| ---------- | - |

Дугометражни филм
|           | Назив           |
| --------- | --------------- |
| 1949      | Прича о фабрици |
| 1950-te ▲ |                 |
| 1954      | Аникина времена |
| 1959      | Сам             |
| 1959      | Пукотина раја   |
| Глумац | ▲ |
| ------ | - |

Дугометражни филм
|           | Назив             | Улога                     |
| --------- | ----------------- | ------------------------- |
| 1949      | Прича о фабрици   | Иследник                  |
| 1950-te ▲ |                   |                           |
| 1955      | Милијуни на отоку | Инспектор (као В.Погачић) |

## Награде
1953. — номинација за Златну палму 6-ог Канског филмског фестивала (Невјера)
1957. — номинација за Кристални глобус 10-ог филмског фестивала у Карловим Варима (Велики и мали)
1957. — награда за најбољег редитеља 10-ог филмског фестивала у Карловим Варима (Велики и мали)